# Menuet sur le nom de Haydn
Le Menuet sur le nom de Haydn est une œuvre musicale de Maurice Ravel écrite pour piano, composée dans le cadre de l'ouvrage collectif Hommage à Joseph Haydn impulsé par Jules Écorcheville pour la Revue musicale de la Société Internationale de Musique afin de célébrer le centenaire en 1909 de la mort de Joseph Haydn.

## Présentation
L'Hommage à Joseph Haydn est une commande de Jules Écorcheville pour la Revue musicale de la Société Internationale de Musique et son numéro spécial consacré à Haydn à l'occasion du centenaire de la mort du compositeur autrichien. Outre Ravel, participent à cette livraison Claude Debussy, Paul Dukas, Reynaldo Hahn, Vincent d'Indy et Charles-Marie Widor. 
La partition de Maurice Ravel, Menuet sur le nom de Haydn, est composée en septembre 1909,, publiée dans la revue sous le titre de « Menuet » en janvier 1910, puis la même année en édition séparée par Durand sous le titre de « Menuet sur le nom d'Haydn ».

## Création
La création se déroule à la salle Pleyel le 11 mars 1911 en compagnie des autres œuvres constituant l'Hommage à Joseph Haydn, dans le cadre d'un concert de la Société nationale de musique, avec Ennemond Trillat au piano.

## Analyse
L’œuvre est construite autour d'un motif imposé, bâti sur la transposition en notes du nom de Haydn, « H.A.Y.D.N. » (si.la.ré.ré.sol),.  

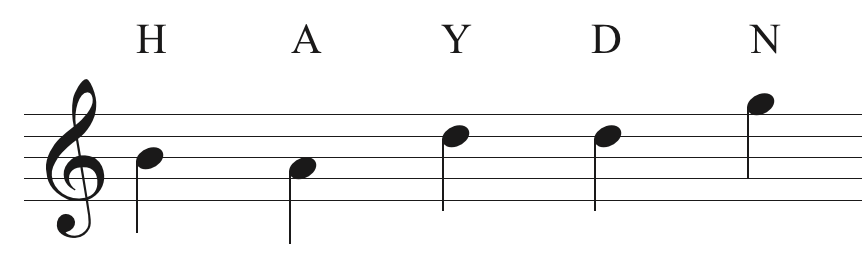
Motif musical sur le nom de Haydn utilisé par Maurice Ravel.

Le procédé consiste, tel le motif BACH, à donner aux lettres de l'alphabet une correspondance sous forme de notes de musique : c'est un cryptogramme musical (ou une anagramme musicale selon la terminologie du musicologue Jacques Chailley). La « clé » utilisée, qualifiée « d'allemande » par Jacques Chailley, dans le sens où le si naturel n'est pas représenté par un « B » comme en anglais mais par un « H » (selon la désignation des notes de musique en fonction de la langue), peut se visualiser ainsi :      
| do | ré | mi | fa | sol | la | si |
| -- | -- | -- | -- | --- | -- | -- |
| –  | –  | –  | –  | –   | A  | Bb |
| C  | D  | E  | F  | G   | I  | H  |
| J  | K  | L  | M  | N   | O  | P  |
| Q  | R  | S  | T  | U   | V  | W  |
| X  | Y  | Z  |    |     |    |    |

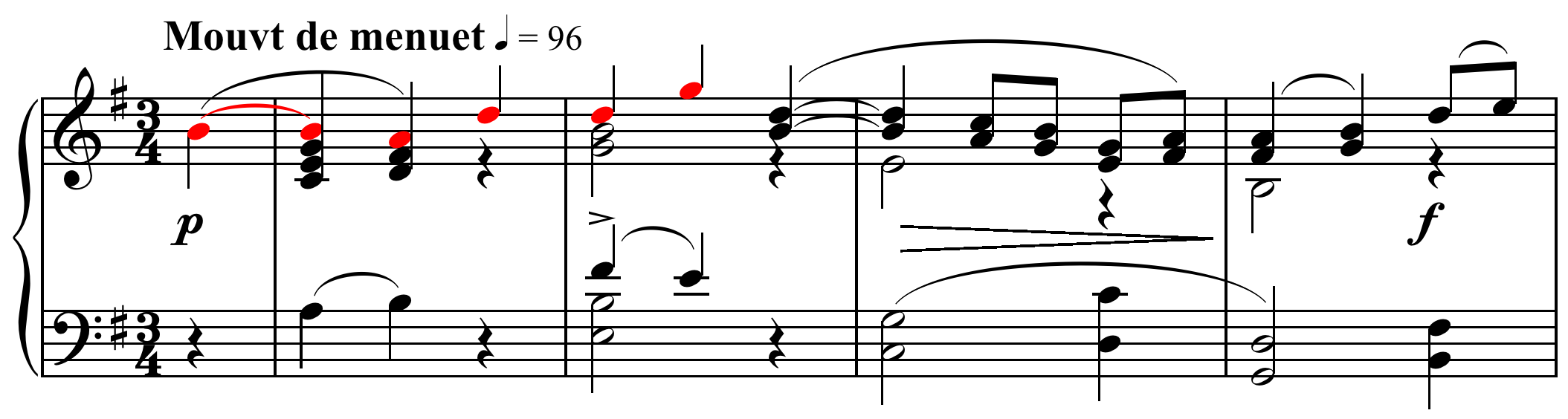
Les premières mesures du Menuet sur le nom de Haydn (le motif HAYDN est en rouge)

Le Menuet sur le nom de Haydn de Ravel adopte le nom et le mouvement du menuet mais n'en prend pas la forme complète, en omettant le trio.
Guy Sacre note l'harmonisation du thème en sol majeur « avec beaucoup de délicatesse et d'élégance », et remarque qu'avec « ces cadences, ces grêles ornements, ces tonalités quotidiennes, on voit se profiler l'écriture acérée du Tombeau de Couperin ».
Vladimir Jankélévitch salue quant à lui une pièce « à la grâce savante et un peu mièvre ».
Le motif mélodique apparaît en d'autres endroits au cours de la pièce, constituée de seulement 54 mesures, sous forme rétrograde et rétrograde inversé,. 
De ce « XVIIIe siècle fugitivement rêvé », le musicologue Marcel Marnat souligne la « mignonne silhouette, bien cintrée, mélancolique sans être fade ». 
La pièce porte le numéro O 58 dans le catalogue des œuvres du compositeur établi par Marnat. La durée d'exécution moyenne de l’œuvre est de deux minutes environ. 

## Représentation
Outre la représentation du 11 mars 1911 avec Ennemond Trillat, l'œuvre est jouée par Clarisse Dieterlen sur le Poste National de Radio-Paris.

## Discographie
- Hommage à Joseph Haydn, Hommage à Albert Roussel, Hommage à Gabriel Fauré, Margaret Fingerhut (piano), Chandos Records, CHAN 8578, 1979[17].
- Ravel : Intégrale de la musique pour piano seul, par Angela Hewitt (piano), Hyperion Records CDA67341/2, 2002[note 4].
- Ravel : L’œuvre pour piano, Alexandre Tharaud (piano), Harmonia Mundi HMC 901811.12, 2003[note 5].
- Maurice Ravel : Complete Piano Works, par Jean-Efflam Bavouzet (piano), MDG 6041190, 2004[note 6].
- Hommage à Joseph Haydn, Manfred Wagner-Artzt (piano), Gramola 98831, 2008.
- Maurice Ravel : Complete works for piano solo, Bertrand Chamayou (piano), Erato, 2016[note 7].
- Origins, Ivana Gravić (piano), Rubicon RCD 1038, 2019[19].

### Éditions
- Hommage à Joseph Haydn : Six pièces pour piano-forte, Revue musicale mensuelle de la S.I.M., 15 janvier 1910[2].
- Maurice Ravel, Menuet sur le nom de Haydn, Durand & Cie, 1910[20].

### Ouvrages
- Guy Sacre, La musique pour piano : dictionnaire des compositeurs et des œuvres, vol. II (J-Z), Paris, Robert Laffont, coll. « Bouquins », 1998, 2998 p. (ISBN 978-2-221-08566-0), p. 2218
- François-René Tranchefort (dir.), Guide de la musique de piano et de clavecin, Paris, Fayard, coll. « Les Indispensables de la musique », 1987, 867 p. (ISBN 978-2-213-01639-9, OCLC 17967083).
- Vladimir Jankélévitch, Ravel, Paris, Seuil, 1956, rééd. 2018 (ISBN 978-2-02-000223-3 et 978-2-7578-7445-5).
- Michel Duchesneau, L'Avant-garde musicale et ses sociétés à Paris de 1871 à 1939, Paris, Éditions Mardaga, 1997, 352 p. (ISBN 2-87009-634-8).
- Maurice Ravel. L’intégrale : Correspondance (1895-1937), écrits et entretiens, édition établie, présentée et annotée par Manuel Cornejo, Paris, Le Passeur Éditeur, 2018, 1776 p.  (ISBN 978-2368905777)

### Articles
- Jacques Chailley, « Anagrammes musicales et "langages communicables" », Revue de musicologie, vol. 67, no 1,‎ 1981, p. 69–79 (lire en ligne, consulté le 9 septembre 2020).

### Thèse
- (en) Jean-Philippe Soucy, Six French composers’ homage to Haydn : an analytical comparison enlightening their conception of tombeau, McGill University, 2009 (lire en ligne).